# Barbara Stock
Barbara Stock (* 26. Mai 1956 in Illinois) ist eine US-amerikanische Schauspielerin.
Sie gab ihr Fernsehdebüt 1981 in einer Gastrolle der Serie CHiPs. Von 1985 bis 1988 spielte sie, in 42 Folgen, die weibliche Hauptrolle der Susan Silverman in der Krimi-Serie Spenser an der Seite von Robert Urich. Eine weitere Hauptrolle als Liz Adams spielte sie von 1990 bis 1991 in 19 Folgen der US-Serie Dallas.
Nebenbei trat Barbara Stock in zahlreichen TV-Produktionen als Gaststar auf.

## Filmografie
- 1980, 1983: Fantasy Island (Fernsehserie, zwei Folgen)
- 1981: CHiPs (Fernsehserie, zwei Folgen)
- 1981–1991: Dallas (Fernsehserie, 22 Folgen)
- 1982: Desire, the Vampire
- 1982: The Facts of Life (Fernsehserie, eine Folge)
- 1983: Frank Buck – Abenteuer in Malaysia (Bring ’Em Back Alive, Fernsehserie, eine Folge)
- 1983: Remington Steele (Fernsehserie, eine Folge)
- 1983: T. J. Hooker (Fernsehserie, eine Folge)
- 1984: Das A-Team (The A-Team, Fernsehserie, eine Folge)
- 1984: Kampf um Yellow Rose (The Yellow Rose, Fernsehserie, eine Folge)
- 1984: Knight Rider (Fernsehserie, Folge Ein geheimnisvoller Roboter)
- 1984, 1987: Mike Hammer (Mickey Spillane’s Mike Hammer, Fernsehserie, zwei Folgen)
- 1985: Otherworld (Miniserie, eine Folge)
- 1985: Berrenger’s (Fernsehserie, zwei Folgen)
- 1985: Wizards of the Lost Kingdom
- 1985: Das Model und der Schnüffler (Moonlighting, Fernsehserie, eine Folge)
- 1985: Scene of the Crime (Fernsehserie, eine Folge)
- 1985: Street Hawk (Fernsehserie, eine Folge)
- 1985–1988: Spenser (Spenser: For Hire, Fernsehserie, 43 Folgen)
- 1986: Schon verdammt lange her (Long Time Gone, Fernsehfilm)
- 1986: SideKicks – Karate & Co (Fernsehserie, eine Folge)
- 1986: Mord ist ihr Hobby (Murder, She Wrote, Fernsehserie, zwei Folgen)
- 1987: Verne Miller – Staatsfeind Nr. 1 (The Verne Miller Story)
- 1988: Unbekannte Dimensionen (The Twilight Zone, Fernsehserie, eine Folge)
- 1988: In der Hitze der Nacht (In the Heat of the Night, Fernsehserie, eine Folge)
- 1989: Ein gesegnetes Team (Father Dowling Mysteries, Fernsehserie, eine Folge)
- 1989: MacGyver (Fernsehserie, eine Folge)
- 1991: Knall Corps (Pacific Station, Fernsehserie, eine Folge)
- 1992: Seinfeld (Fernsehserie, eine Folge)
- 1993: Küß’ mich, John (Hearts Afire, Fernsehserie, eine Folge)
- 1993: Trade Winds (Miniserie)
- 1995: Ein Hauch von Himmel (Touched By An Angel, Fernsehserie, eine Folge)
- 1996: Geiseldrama an Bord von Flug 285 (Hijacked: Flight 285, Fernsehfilm)
- 1997: Port Charles (Fernsehserie, sieben Folgen)
- 1997: Baywatch – Die Rettungsschwimmer von Malibu (Baywatch, Fernsehserie, eine Folge)
- 1998: Charmed – Zauberhafte Hexen (Charmed, Fernsehserie, eine Folge)
- 2001: Die Prinzessin und der Marine-Soldat (The Princess & the Marine, Fernsehfilm)